# Alex Nichols
Pour les articles homonymes, voir Nichols.
Alex Nichols, né le 17 mai 1985 dans le Minnesota près de Minneapolis, est un traileur américain. Il a notamment remporté deux fois le marathon de Pikes Peak ainsi que les 80 km du Mont-Blanc 2015.

## Biographie
Alex naît dans la métropole de Minneapolis où il grandit. Son père étant moniteur de ski dans la petite station de Buck Hill à Burnsville, Alex passe une bonne partie de sa jeunesse sur les skis. À 15 ans, il décide de se mettre au ski freestyle mais l'effort nécessaire pour s'investir sérieusement en compétition dans ce sport lui fait abandonner. Son grand frère Colin l'initie alors à la course à pied, notamment en cross-country où il se sent très à l'aise, notamment sur les portions pentues. Il déménage à Colorado Springs pour étudier au collège du Colorado. Étudiant la littérature et le cinéma, il décide avec son ami Brennan Galloway de réaliser un reportage sur un autre de leur ami étudiant, Anton Krupicka. Suivant de près ce dernier lors du Leadville Trail 100 en 2006, Alex découvre l'univers de l'ultra-trail. Il se rend également à Iten au Kenya pendant quatre mois pour réaliser un autre reportage sur les coureurs de fond kényans. Ces expériences lui donnent envie de se lancer dans l'ultra-trail mais il choisit de commencer progressivement et fait ses débuts en course en montagne.
En 2009, il s'illustre en terminant deuxième de la course de montagne du Barr Trail à moins d'une minute du vainqueur et créateur de la course Matt Carpenter.
En 2012, il se lance sur des distances plus longues. Le 19 août, il termine deuxième du marathon de Pikes Peak derrière Kílian Jornet. Le 1er décembre, il court son premier ultra-trail, le North Face Endurance Challenge California de 75 km où il termine cinquième.
Le 18 août 2013, il termine à nouveau deuxième du marathon de Pikes Peak, cette fois-ci derrière le Japonais Toru Miyahara. L'épreuve comptant comme championnats des États-Unis de trail marathon, Alex remporte le titre. Il prend également part aux courses Sky de la Skyrunner World Series et termine troisième du classement.
Il s'affirme en ultra-trail durant la saison 2014. Le 15 février, il s'impose au Moab's Red Hot en 3 h 57 min 11 s, signant ainsi le troisième meilleur temps du parcours. Il termine ensuite troisième du Speedgoat 50K ainsi que du Grand Trail des Templiers.
Poursuivant sur sa lancée, il connaît une excellente saison 2015. Le 30 mai, il prend part aux championnats du monde de trail courus dans le cadre de la Maxi-Race du Lac d'Annecy. Prenant un départ prudent, il ne pointe qu'à la 41e place au huitième kilomètre. Il augmente ensuite son allure et effectue une impressionnante remontée pour terminer à la sixième place. Meilleur Américain, il permet à son équipe de remporter la médaille d'argent. Le 26 juin 2015, il prend le départ des 80 km du Mont-Blanc. D'abord mené par le Britannique Andy Symonds, Alex parvient à s'emparer de la tête avant de se perdre sur une erreur de balisage. Il parvient à rattraper l'Italien Franco Collé et s'impose finalement en 10 h 31 min 0 s. Le 16 août, il prend à nouveau le départ du marathon de Pikes Peak. N'arrivant pas à suivre le rythme soutenu de Rickey Gates et Abu Diriba, il laisse filer ces derniers dans la montée et croit également avoir perdu sa chance de victoire. Dans la descente, il parvient cependant à doubler Rickey, puis grisé par l'espoir de victoire, effectue une descente rapide et double ensuite Abi. Il remporte la victoire avec sept minutes d'avance sur ce dernier.
Le 21 août 2016, il remporte à nouveau le marathon de Pikes Peak. D'abord mené par l'Érytréen Azerya Weldemariam dans la montée, il fait à nouveau parler ses talents de descendeur pour s'imposer. Le 16 septembre, il prend le départ de son premier ultra-trail de 100 milles, le Run Rabbit Run. Face à une concurrence relevée avec entre autres Sage Canaday ou encore Mark Hammond, Alex prend les devants et s'installe confortablement en tête. Peu inquiété par ses rivaux, il s'impose en 17 h 57 min 33 s, plus d'une heure devant Mark Hammond.
Le 18 février 2017, il remporte le Black Canyon Ultras de 100 kilomètres ce qui lui offre son ticket pour la Western States Endurance Run. Lors de cette dernière, le grand favori Jim Walmsley domine la course avant de s'effondrer au 78e mille. Ryan Sandes reprend la tête et s'impose trente minutes devant Alex. Le 22 octobre, il parvient à battre Marc Lauenstein pour terminer à nouveau troisième du Grand Trail des Templiers.
Le 27 janvier 2018, il termine troisième du Hong Kong 100 derrière les Chinois Jing Liang et Min Qi. Jing Liang est cependant disqualifié pour avoir reçu un ravitaillement hors-zone et jeté sa bouteille par terre. Min Qi hérite de la victoire et Alex de la deuxième place. Annoncé comme l'un des favoris à l'Ultra-Trail du Mont-Blanc, il chute quelques dizaines de mètres après le départ et abandonne peu après,.

## Palmarès

### Course en montagne
| no  | masculin          | Course                                                  | Longueur | Départ          | Temps           |
| --- | ----------------- | ------------------------------------------------------- | -------- | --------------- | --------------- |
| 2e  | Médaille d'argent | Course de montagne du Barr Trail                        | 20,3 km  | 13 juillet 2009 | 1 h 33 min 26 s |
| 5e  | 5e                | Challenge mondial de course en montagne longue distance | 21,4 km  | 21 août 2010    | 2 h 20 min 57 s |
| 2e  | Médaille d'argent | Marathon de Pikes Peak                                  | 42,2 km  | 19 août 2012    | 3 h 47 min 25 s |
| 7e  | 7e                | Marathon du Mont-Blanc                                  | 42 km    | 30 juin 2013    | 3 h 48 min 54 s |
| 1re | Médaille d'or     | Course de montagne du Barr Trail                        | 20,3 km  | 21 juillet 2013 | 1 h 34 min 21 s |
| 2e  | Médaille d'argent | Marathon de Pikes Peak                                  | 42,2 km  | 18 août 2013    | 3 h 43 min 48 s |
| 1re | Médaille d'or     | Marathon de Pikes Peak                                  | 42,2 km  | 16 août 2015    | 3 h 46 min 42 s |
| 1re | Médaille d'or     | Marathon de Pikes Peak                                  | 42,2 km  | 21 août 2016    | 3 h 40 min 29 s |
| 1re | Médaille d'or     | Matterhorn Ultraks Sky                                  | 49 km    | 20 août 2022    | 5 h 18 min 8 s  |

### Ultra-trail
| no  | masculin           | Course                                      | Longueur | Départ            | Temps            |
| --- | ------------------ | ------------------------------------------- | -------- | ----------------- | ---------------- |
| 5e  | 5e                 | North Face Endurance Challenge - California | 75 km    | 1er décembre 2012 | 5 h 55 min 25 s  |
| 1re | Médaille d'or      | Moab's Red Hot                              | 55 km    | 15 février 2014   | 3 h 57 min 11 s  |
| 3e  | Médaille de bronze | Speedgoat 50K                               | 50 km    | 19 juillet 2014   | 5 h 33 min 30 s  |
| 3e  | Médaille de bronze | Grand Trail des Templiers                   | 75 km    | 26 octobre 2014   | 6 h 43 min 14 s  |
| 1re | Médaille d'or      | Moab's Red Hot                              | 55 km    | 14 février 2015   | 3 h 48 min 58 s  |
| 6e  | 6e                 | Championnats du monde de trail              | 90 km    | 30 mai 2015       | 8 h 35 min 15 s  |
| 1re | Médaille d'or      | 80 km du Mont-Blanc                         | 80 km    | 26 juin 2015      | 10 h 31 min 0 s  |
| 2e  | Médaille d'argent  | Speedgoat 50K                               | 50 km    | 25 juillet 2015   | 5 h 41 min 25 s  |
| 5e  | 5e                 | Grand Trail des Templiers                   | 75 km    | 24 octobre 2015   | 6 h 55 min 20 s  |
| 2e  | Médaille d'argent  | Speedgoat 50K                               | 50 km    | 9 juillet 2016    | 5 h 27 min 42 s  |
| 1re | Médaille d'or      | Run Rabbit Run                              | 100 mi   | 16 septembre 2016 | 17 h 57 min 33 s |
| 5e  | 5e                 | North Face Endurance Challenge - California | 50 mi    | 3 décembre 2016   | 6 h 33 min 47 s  |
| 1re | Médaille d'or      | Black Canyon Ultras                         | 100 km   | 18 février 2017   | 7 h 55 min 31 s  |
| 2e  | Médaille d'argent  | Western States Endurance Run                | 100 mi   | 24 juin 2017      | 16 h 48 min 23 s |
| 3e  | Médaille de bronze | Grand Trail des Templiers                   | 75 km    | 22 octobre 2017   | 6 h 49 min 27 s  |
| 2e  | Médaille d'argent  | Hong Kong 100                               | 100 km   | 27 janvier 2018   | 9 h 44 min 18 s  |
| 3e  | Médaille de bronze | Speedgoat 50K                               | 50 km    | 19 juillet 2019   | 5 h 35 min 10 s  |